# CIE 1931色彩空间
在颜色感知的研究中，CIE 1931 XYZ色彩空间（也叫做CIE 1931色彩空间）是其中一個最先採用數學方式來定義的色彩空间，它由国际照明委员会（CIE）於1931年创立。
CIE XYZ色彩空間是從1920年代後期W. David Wright（Wright 1928）和John Guild（Guild 1931）做的一系列實驗中得出的。他們的實驗結果合併到了CIE RGB色彩空間的規定中，CIE XYZ色彩空間再從它得出。本文即闡述這兩種色彩空間。

## 三色刺激值
人類眼睛有對於短（S, 420-440nm）、中（M, 530-540nm）和長（L, 560-580nm）波長的光感受器（稱為視錐細胞，需要注意的是，人類尚有一單色的夜視光感測器---視桿細胞---其最敏感的感知頻譜範圍約在490-495nm）。因此，根據三種視錐細胞的刺激比例，便能描述任一種顏色的感覺，此稱為LMS空間。
色彩空間指的是用一種客觀的方式敘述顏色在人眼上的感覺，通常需要三色刺激值。更精確地說，首先先定義三種主要顏色（primary color），再利用顏色疊加模型，即可敘述各種顏色。需要注意的是，三種主要顏色未必需要是真正的顏色（也就是該種顏色無法真的被創造出來）。
在三色加色法模型中，如果某一種顏色和另一種混合了不同份量的三種原色的顏色，均使人類看上去是相同的話，我們把這三種原色的份量稱作該顏色的三色刺激值。CIE 1931色彩空間通常會給出顏色的三色刺激值，並以X、Y和Z來表示。
色彩空間是指任何一種替每個顏色關聯到三個數（或三色刺激值）的方法，CIE 1931色彩空間就是這種色彩空間之一。但是CIE XYZ色彩空間是特殊的，因為它是基於人類顏色視覺的直接測定，並充當很多其他色彩空間的定義基礎。
在CIE XYZ色彩空間中，三色刺激值並不是指人類眼睛對短、中和長波（S、M和L）的反應，而是一組稱為X、Y和Z的值，約略對應於紅色、綠色和藍色（但要留意X、Y和Z值並不是真的看起來是紅、綠和藍色，而是從紅色、綠色和藍色導出來的參數），並使用CIE 1931 XYZ顏色匹配函數來計算。兩個由多種不同波長的光混合而成的光源可以表現出同樣的顏色，這叫做「同色異譜」（metamerism）。當兩個光源對標準觀察者（CIE 1931標準色度觀察者）有相同的視現顏色的時候，它們即有同樣的三色刺激值，而不管生成它們的光的光譜分佈如何。

## CIExy色度图

CIE 1931色彩空间色度图。外侧曲线边界是光谱（或单色）光轨迹，波长用纳米标记。注意描绘的颜色依赖于显示这个图象的设备的色彩空间，没有设备能有足够大色域来在所有位置上提供精确的色度表现。

因为人类眼睛有响应不同波长范围的三种类型的颜色传感器，所有可视颜色的完整绘图是三维的。但是颜色的概念可以分为两部分：明度和色度。例如，白色是明亮的颜色，而灰色被认为是不太亮的白色。换句话说，白色和灰色的色度是一样的，而明度不同。
CIE Yxy色彩空间故意设计得Y参数是颜色的明度或亮度的测量。颜色的色度接着通过两个导出参数x和y来指定，它们是所有三个三色刺激值X、Y和Z的函数所规范化的三个值中的两个：
{\displaystyle x={\frac {X}{X+Y+Z}}}
{\displaystyle y={\frac {Y}{X+Y+Z}}}
{\displaystyle z={\frac {Z}{X+Y+Z}}=1-x-y}
导出的色彩空间用x, y, Y来指定，它叫做CIE xyY色彩空间并在实践中广泛用于指定颜色。
X和Z三色刺激值可以从色度值x和y与Y三色刺激值计算回来：
{\displaystyle X={\frac {Y}{y}}x}
{\displaystyle Z={\frac {Y}{y}}(1-x-y)}
右侧的图象展示了相对色度图。外侧曲线边界是光谱轨迹，波长用纳米标记。注意这个色度图是指定人类眼睛如何体验给定频谱的光的工具。它不能指定物体的顏色（或印刷墨水），因为在观察物体的时候看到的色度还依赖于光源。
数学上，x和y是投影坐标，色度图的颜色占据了实投影平面的一个区域。
色度图展示了CIE XYZ色彩空间一些有趣性质：
- 色度图展示了对一般人可见的所有色度。这个用颜色展示的区域叫做人类视觉的色域。在CIE绘图上所有可见色度的色域是用颜色展示的马蹄铁形状。色域的曲线边界叫做“光谱轨迹”并对应于单色光，波长用纳米标记。色域底下的直线边界叫做“紫线”，这些颜色尽管在色域的边界上，但没有匹配的单色光。更少饱和的颜色位于图形内部而白色位于中央。

- 所有可见色度对应于x、y和z的非负值（因此对应于X、Y和Z的非负值）。

- 如果你在色度图上选择了任何两点，则位于这两点之间直线上任何颜色都可以用这两个颜色混合出来。这得出了色域的形状必定是凸形的。混合三个光源形成的所有颜色都可以在色度图内的源点形成的三角形内找到（对于多个光源也如是）。

- 两个同等明亮颜色的等量混合一般不位于这个线段的中点。用更一般术语说，在xy色度图上距离不对应于两种颜色之间的差别程度。设计了其他色彩空间（特别是CIELuv和CIELab）来满足这个问题。

- 给定三个真实光源，这些光源不能覆盖人类视觉的色域。几何上说，在色域中没有三个点可以形成包括整个色域的三角形，更简单的说，人类视觉的色域不是三角形。

- 平直能量频谱的光对应于点 (x,y) = (1/3,1/3)。

## CIE XYZ色彩空间定义

### 实验结果— CIE RGB色彩空间
CIE RGB色彩空间是RGB色彩空间之一，以单色（单一波长）原色的特定集合著称。
在1920年代，W. David Wright（Wright 1928）和John Guild（Guild 1931）独立进行了一系列人类视觉实验，提供了CIE XYZ色彩空间规定的基础。

CIE RGB原色的色域和原色在CIE 1931 xy色度图上的位置。

实验使用2度视角的圆形屏幕。屏幕的一半投影上测试颜色，另一半投影上观察者可调整的颜色。可调整的颜色是三种原色的混合，它们每个都有固定的色度，但有可调整的明度。
观察者改变三种原色光的明度直到观察到混合的颜色匹配了测试颜色。不是所有颜色都可使用这种技术匹配。当没有匹配的时候，可变数量的一种原色被增加到测试颜色上，用余下两种原色混合与它匹配。对于这种情况，增加到测试颜色上原色的数量被认为是负值。通过这种方式，可以覆盖完整的人类颜色感知。当测试颜色是单色的时候，可以把使用的每种原色的数量绘制为测试颜色的波长的函数。这三个函数叫做这个特定实验的“颜色匹配函数”。

CIE 1931 RGB颜色匹配函数。颜色匹配函数是匹配水平刻度标示的波长的单色测试颜色所需要的原色数量。

尽管Wright和Guild的实验使用了各种强度的各种原色，和一些不同的观察者，所有他们的结果都被总结为标准CIE RGB颜色匹配函数{\displaystyle {\overline {r}}(\lambda )}, {\displaystyle {\overline {g}}(\lambda )}和{\displaystyle {\overline {b}}(\lambda )}，它们是通过使用标准波长为700 nm（红色）、546.1 nm（绿色）和435.8 nm（蓝色）的三种单色原色获得的。颜色匹配函数是匹配单色测验颜色所需要的原色的数量。这些函数展示于右侧的（CIE 1931）绘图中。注意{\displaystyle {\overline {r}}(\lambda )}和{\displaystyle {\overline {g}}(\lambda )}在435.8nm处为零，{\displaystyle {\overline {r}}(\lambda )}和{\displaystyle {\overline {b}}(\lambda )}在546.1nm处为零，而{\displaystyle {\overline {g}}(\lambda )}和{\displaystyle {\overline {b}}(\lambda )}在700 nm处为零，因为在这些情况下测试颜色是原色之一。选择波长546.1 nm和435.8 nm的原色是因为它们是容易再生的水银蒸气放电的色线。1931年选择的700 nm波长难于再生为单色光束，选择它是因为眼睛的颜色感知在这个波长相当不变化，所以在这个原色波长上的小误差将对结果有很小的影响。
经过CIE的特别委员会的深思熟虑之后确定了颜色匹配函数和原色（Fairman 1997）。在图的短波和长波的侧的取舍点某种程度上是随意选择的；人类眼睛实际上能看到波长直到810 nm的光，但是敏感度要数千倍低于绿色光。定义的这些颜色匹配函数叫做“1931 CIE标准观察者”。注意: 不是指定每种原色的明度，而是將这种曲线常规標準化为在其下有固定的面积。这个面积按如下规定而固定为特定值
{\displaystyle \int _{0}^{\infty }{\overline {r}}(\lambda )\,d\lambda =\int _{0}^{\infty }{\overline {g}}(\lambda )\,d\lambda =\int _{0}^{\infty }{\overline {b}}(\lambda )\,d\lambda }
结果的规范化颜色匹配函数经常对源照度按r:g:b比率1:4.5907:0.0601缩放、和为源辐射功率按比率72.0962:1.3791:1缩放来重新生成真正的颜色匹配函数。通过提议标准化原色，CIE建立了客观颜色表示法的一个国际系统。
给定这些缩放了颜色匹配函数，带有频谱功率分布{\displaystyle I(\lambda )}的一个颜色的RGB 三色刺激值给出为：
{\displaystyle R=\int _{0}^{\infty }I(\lambda )\,{\overline {r}}(\lambda )\,d\lambda }
{\displaystyle G=\int _{0}^{\infty }I(\lambda )\,{\overline {g}}(\lambda )\,d\lambda }
{\displaystyle B=\int _{0}^{\infty }I(\lambda )\,{\overline {b}}(\lambda )\,d\lambda }
这些都是内积，并可以被认为是无限维频谱到三维颜色的投影。

### 格拉斯曼定律
你可能会问：“为什么可以使用不同原色和它们的不同实际使用强度来总结Wright和Guild的结果？”还可能问：“要匹配的测试颜色不是单色会怎样？”。对这两个问题的答案在于人类色彩感知的（几乎）线性。这种线性被表达为格拉斯曼定律。
CIE RGB空间可以被用来以常规方式定义色度：色度坐标是r和g:
{\displaystyle r={\frac {R}{R+G+B}},}
{\displaystyle g={\frac {G}{R+G+B}}.}

### 从Wright–Guild数据构造CIE XYZ色彩空间
在使用CIE RGB颜色匹配函数开发了人类视觉的RGB模型之后，特別委员会的成员希望开发出与CIE RGB色彩空间有关的另一个色彩空间。它假定Grassmann定律成立，这个新空间通过线性变换而有关于CIE RGB空间。新空间将以三个新颜色匹配函数来定义：{\displaystyle {\overline {x}}(\lambda )}、{\displaystyle {\overline {y}}(\lambda )}和{\displaystyle {\overline {z}}(\lambda )}。带有频谱功率分布I(λ)的颜色的对应的XYZ 三色刺激值为给出为：
{\displaystyle X=\int _{0}^{\infty }I(\lambda )\,{\overline {x}}(\lambda )\,d\lambda }
{\displaystyle Y=\int _{0}^{\infty }I(\lambda )\,{\overline {y}}(\lambda )\,d\lambda }
{\displaystyle Z=\int _{0}^{\infty }I(\lambda )\,{\overline {z}}(\lambda )\,d\lambda }
选择这个新色彩空间是因为它有如下性质：

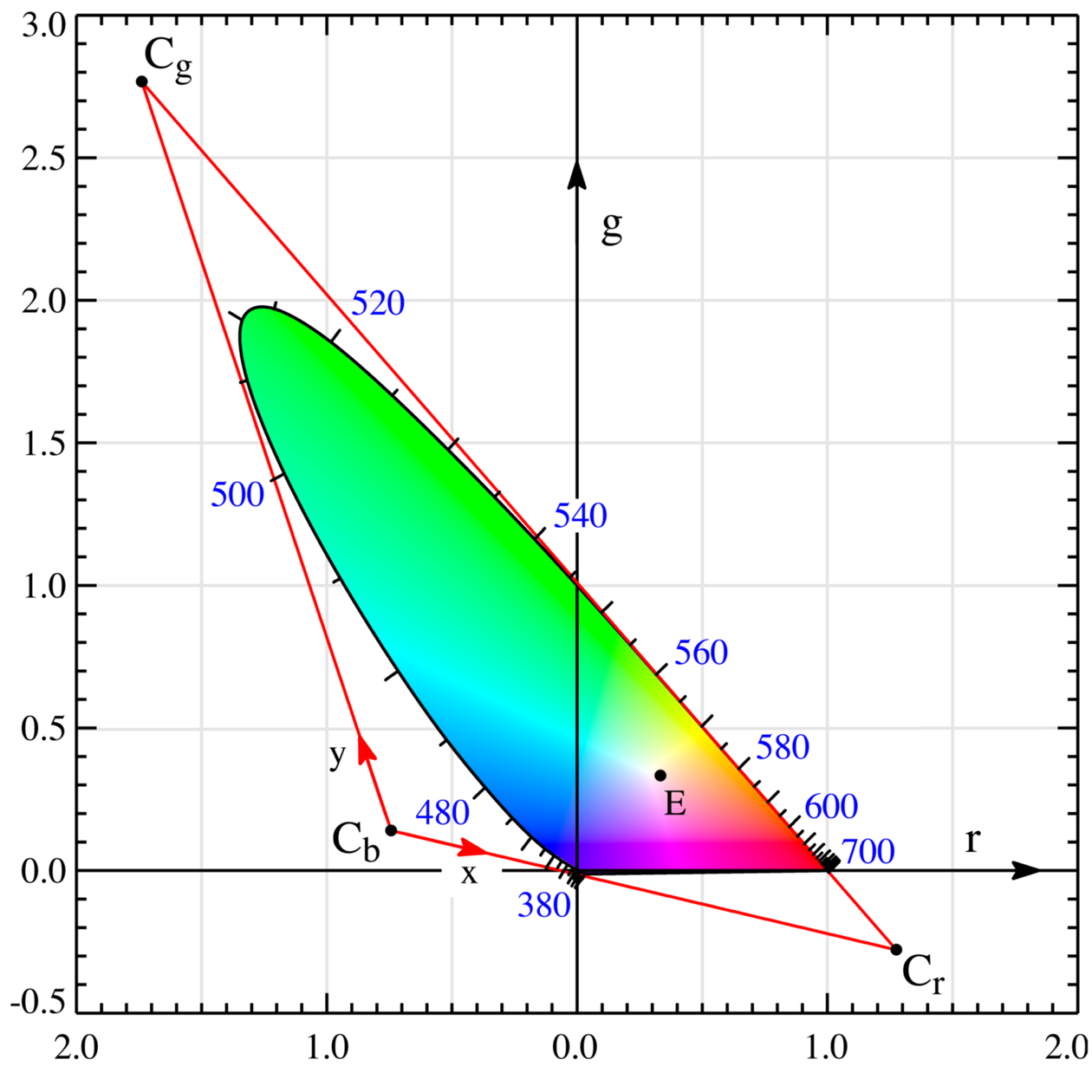
在CIE rg色度图中展示规定CIE XYZ色彩空间的三角形构造。三角形C_{b}-C_{g}-C_{r}就是在CIE xy色度空间中的xy=(0,0),(0,1),(1,0)三角形。连接C_{b}和C_{r}的直线是alychne。注意光谱轨迹通过rg=(0,0)于435.8 nm，通过rg=(0,1)于546.1 nm，通过rg=(1,0)于700 nm。还有，均等能量点（E）位于rg=xy=(1/3,1/3)。

1. 新颜色匹配函数在所有地方都大于等于零。在1931年，计算是凭借手工或滑尺进行的，正值的规定有用于计算简化。
2. {\displaystyle {\overline {y}}(\lambda )}颜色匹配函数精确的等于“CIE标准适应光观察者”（CIE 1926）的适应光发光效率函数V(λ）。它是描述感知明度对波长的变换的亮度函数。亮度函数可以构造为RGB颜色匹配函数的线性组合的事实是没有任何方式来保证的，但是被认为几乎是真实的，因为人类视觉的几乎线性本质。还有，这个要求的主要原因是计算简单。
3. 对于恒定能量白点，要求为x = y = z = 1/3。
4. 由于色度定义和要求x和y为正值的优势，可以在三角形[1,0]，[0,0]，[0,1]内见到所有颜色的色域。在实践中必须把色域完全的充入这个空间中。
5. {\displaystyle {\overline {z}}(\lambda )}可以在650 nm处被设置为零而仍保持在实验误差范围内。为了计算简单规定可以这样做。

用几何术语说，选择新色彩空间等于在rg色度空间中选择一个新三角形。在右侧的图形中，rg色度坐标展示在两个黑色轴上，还有1931标准观察者的色域。展示为上述要求所确定的是红色CIE xy色度轴。要求XYZ坐标非负意味着Cr, Cg, Cb形成的三角形必须包围标准观察者的整个色域。连接Cr和Cb的直线由{\displaystyle {\overline {y}}(\lambda )}函数等于亮度函数的要求来确定，它叫做alychne。{\displaystyle {\overline {z}}(\lambda )}函数在650 nm处为零的要求意味着连接Cg和Cr的直线必须是Kr区域内的色域的切线。这定义了点Cr的位置。均等能量点定义自x = y = 1/3的要求对连接Cb和Cg的直线做了限制，最后，色域充入空间的要求对此线作了第二个限制，它要非常靠近在绿色区域的色域，这规定了Cg和Cb的位置。上面描述的变换是从CIE RGB空间到XYZ空间的线性变换。CIE特殊委员会确定了标准变换如下：
{\displaystyle {\begin{bmatrix}X\\Y\\Z\end{bmatrix}}={\frac {1}{b_{21}}}{\begin{bmatrix}b_{11}&b_{12}&b_{13}\\b_{21}&b_{22}&b_{23}\\b_{31}&b_{32}&b_{33}\end{bmatrix}}{\begin{bmatrix}R\\G\\B\end{bmatrix}}={\frac {1}{0.17697}}{\begin{bmatrix}0.49&0.31&0.20\\0.17697&0.81240&0.01063\\0.00&0.01&0.99\end{bmatrix}}{\begin{bmatrix}R\\G\\B\end{bmatrix}}}

在380 nm到780 nm之间的（间隔5 nm）CIE 1931标准色度观察者XYZ函数

要求3确定了XYZ颜色匹配函数的积分必须相等，可通过要求2确定的适应光发光效率函数的积分得到它。必须注意到制表的敏感度曲线有一定量的任意性在其中。单独的X、Y和Z敏感度曲线可以按合理的精度测量。但是整体的光度曲线（它事实上是这个三个曲线的加权和）是主观的，因为它涉及到问测试人两个光源是否有同样的明度，即使它们是完全不同的颜色。同样的，X、Y和Z的曲线的相对大小（magnitude）也是任意的。你也可以定义有两倍幅值的X敏感度曲线的有效色彩空间。这个新色彩空间将有不同的形状。CIE 1931和1964 XYZ色彩空间的敏感度曲线被缩放为有相同的曲线下面积。

## 问题和解决
- 1924发光效率函数V（λ，CIE 1926）严重的低估了在460 nm波长下的敏感度。Judd（1951）和Vos（1978）提议了一个修改版本的发光效率函数，这也给出了一组新的XYZ颜色匹配函数。参见Stiles与Burch（1955）。

- CIE 1964标准观察者颜色匹配函数是为10度视角定义的。它们是从Stiles与Burch（1959），和Speranskaya（1959）的工作得出的。1931标准观察者视角是2度。对于10度实验，指导观察者忽略中心2度斑点。推荐对多于4度视角使用1964增补标准观察者。

- CIE 1931色彩空间的一个问题是它没有给出估量颜色差别的直接方式。希望在色度图上距离能对应于在两个颜色之间的差别程度。测量两个颜色之间的差别的想法是D.L. MacAdam开发的并总结于MacAdam椭圆的概念中。基于MacAdam的工作，在1960年开发了CIE L*u*v*色彩空间，它后来被CIE L*a*b*色彩空间所替代，二者都设计为在颜色空间中相等的距离对应于相等的MacAdam所测量的颜色差别。尽管它们比CIE 1931系统有明显的改进，它们没有完全免除扭曲。

## 引用
- Agoston, George A. . Springer-Verlag, New York. 1987. ISBN 0-387-17095-2.

- Billmeyer and Saltzman.  3rd Edition. Wiley-Interscience. 2000. ISBN 0-471-19459-X.

- CIE. . Cambridge University Press, Cambridge. 1924.
- CIE. . Cambridge University Press, Cambridge. 1931.

- Fairman H.S., Brill M.H., Hemmendinger H. . Color Research and  Application. 1997, 22 (1): 11–23. and Fairman H.S., Brill M.H., Hemmendinger H. . Color Research and  Application. 1998, 23 (4): 259.

- Guild, J. . Philosophical Transactions of the Royal Society of London. 1931, A230: 149–187.

- Hunt, R. W.  3rd edition. Fountain Press, England. 1998. ISBN 0-86343-387-1.

- Judd, Deane B. . Paris, Bureau Central de la CIE, Proc of the Session, Stockholm. 1951, 1: 11.

- Judd, Deane B. and Wyszecki, Günter.  3rd edition. John Wiley. 1975. ISBN 0-471-45212-2.

- Malacara, Daniel. . SPIE Press. 2002. ISBN 0-8194-4228-3.

- . Optica Acta. 1955, 2: 168–181.

- Speranskaya, N.I. . Optics and Spectroscopy. 1959, 7.

- Stiles, W. S. & Burch, J. M. . Optica Acta. 1958, 6: 1–26.

- Trezona, P.W. . Color Research and Application. 2001, 26 (1).

- Vos, J. J. . Color Research and Application. 1978, 3: 125–128.

- Wright, W. D. . Transactions of the Optical Society. 1928, 30: 141–164.

- Wright W.D. . Bradford. 1981.

- Wyszecki, Günter and Stiles, W.S.  2nd edition. New York: Wiley-Interscience. 2000. ISBN 0-471-39918-3.